# Hřbitov Sainte-Marguerite

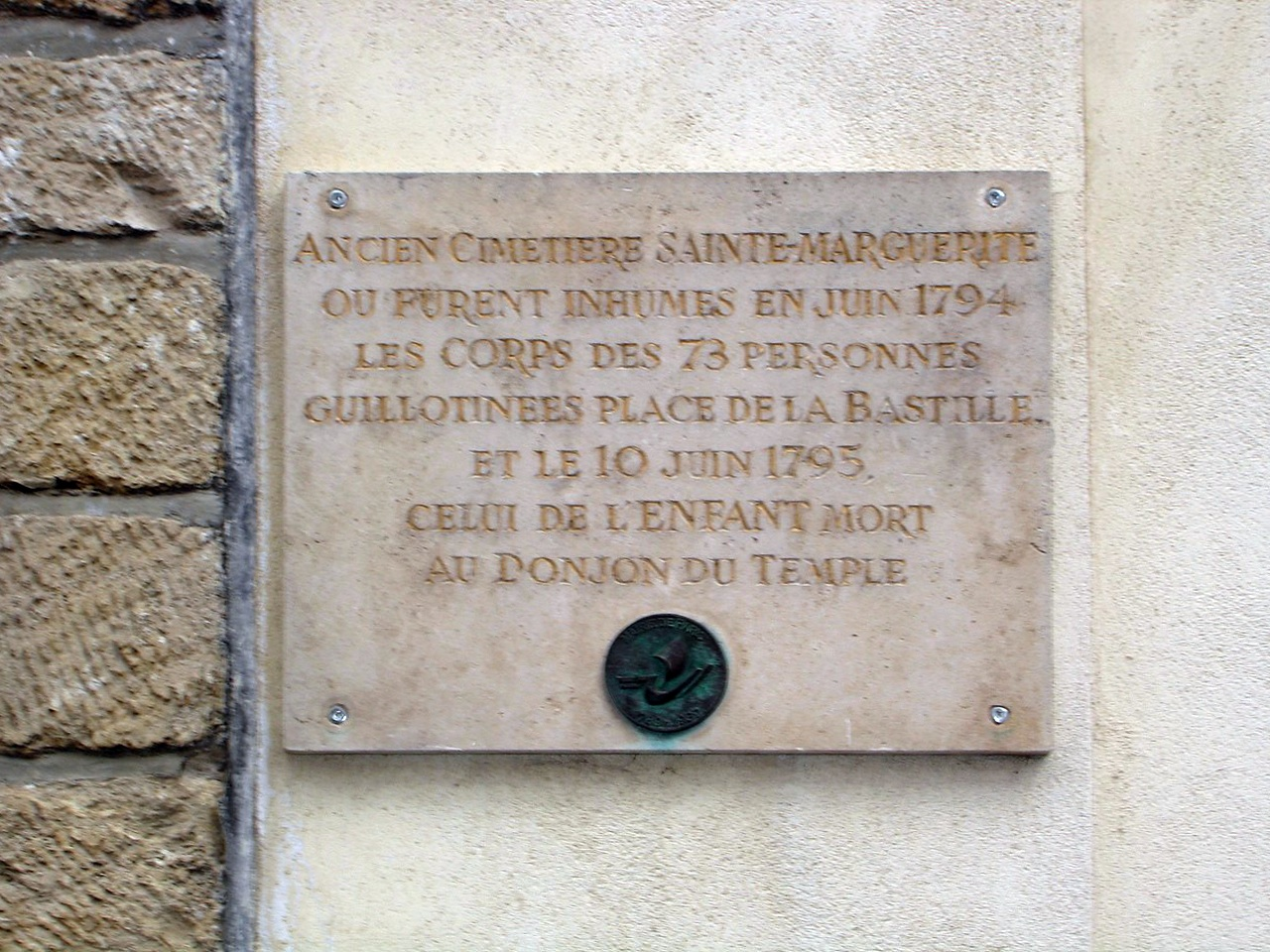
Pamětní deska na kostele připomínající popravené a pohřbené na hřbitově Sainte-Marguerite

Hřbitov Sainte-Marguerite (francouzsky Cimetière Sainte-Marguerite) je zaniklý pařížský hřbitov. Byl založen během Francouzské revoluce pro pohřbívání osob popravených gilotinou na náměstí Place de la Bastille od 9. do 12. června 1794 a pro první popravené na náměstí Place du Trône Renversé (dnešní Place de la Nation) než byla jejich těla pohřbívána na hřbitově Picpus. Jednalo se o 73 osob. Nacházel se mezi Paříží a tehdejší obcí Charonne v místě dnešní ulice Rue Saint-Bernard u kostela Sainte-Marguerite v 11. obvodu. Pravděpodobně byl na tomto hřbitově dne 10. června 1795 pohřben Ludvík XVII.